# Prueba de penetración dinámica pesada
La prueba de penetración dinámica pesada, o DPH (del inglés dynamic probing heavy), es un tipo de prueba de penetración dinámica con registro continuo, que se emplea en la caracterización de un terreno, dentro de un reconocimiento geotécnico.
Es un penetrómetro dinámico normalizado en España, con las siguientes características:
- Se mide el golpeo necesario para profundizar 10 centímetros -> {\displaystyle N_{DPH}}.
- Rechazo (R) cuando {\displaystyle N_{DPH}} > 100.
- Peso de la maza = 50 kilopondios.
- Altura de caída = 50 centímetros.
- Sección de la punta cónica perpendicular al eje de penetración = 15 centímetros cuadrados (diámetro = 43'7 milímetros).

- Datos: Q6089412